# San Silvestre de Guzmán
San Silvestre de Guzmán è un comune spagnolo di 638 abitanti situato nella comunità autonoma dell'Andalusia.

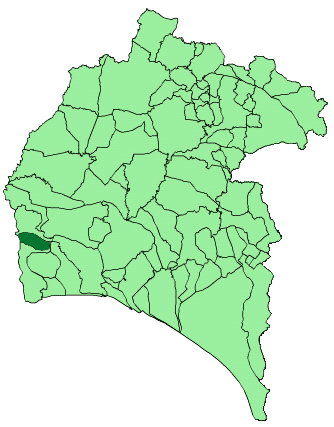
Mappa del comune nella provincia